# Sartana
Sartana é um personagem cinematográfico do Western spaghetti, introduzido oficialmente em Se incontri Sartana prega per la tua morte (1968), de Gianfranco Parolini, e interpretado por Gianni Garko. O personagem promove um culto entre os fãs de bang-bang à italiana.

## História
O italiano Gianni Garko fez o papel de Sartana em quatro filmes enquanto o uruguaio Jorge Hill, em arte George Hilton, o interpretou uma única vez.

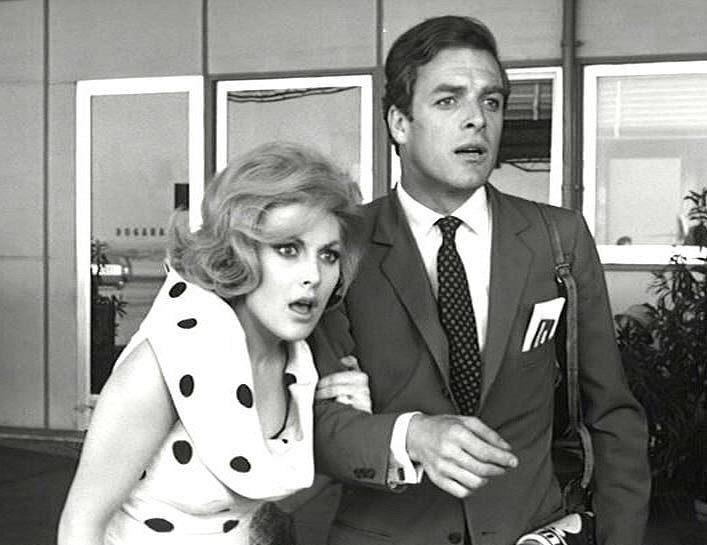
Gianni Garko em Don Camillo in Moscow (1965), se notabilizou por interpretar Sartana

Gianni Garko começou a interpretar Sartana, em 1967, no filme Mille dollari sul nero, exibido no Brasil com o nome de Johnny Texas. Esse "pré-Sartana" é o irmão malvado do herói que utiliza uma jaqueta do exército da União, não um fato. De acordo com Garko, esse filme foi muito bem sucedido na Alemanha usando o título Sartana e o produtor de cinema Aldo Addobbati resolveu contratá-lo para interpretar um herói com esse nome em um novo filme. 
Garko rejeitou alguns scripts com histórias de vingança e, ao invés disso, sugeriu um herói astucioso e motivado por dinheiro, não paixão, portanto, mais de acordo com o gosto do público. Os truques usados por Sartana, além do mistério em torno do personagem, foram contribuições do diretor Parolini, inspirado em filmes de James Bond, além do desenho animado Mandrake the Magician.
O personagem Sartana tem uma certa afinidade com o herói de Sergio Leone de A Fistful of Dollars na medida em que ele fornece informações falsas que se destinam a colocar uns contra os outros e promover o seu próprio interesse. No entanto, suas características ainda são mais próximas do Coronel Mortimer, o segundo protagonista de Leone, em For a Few Dollars More. Mortimer tem um conjunto de armas especiais, incluindo uma derringer que também é utilizada por Sartana. Além disso, ambos carregam um mistério, uma vingança secreta. Em termos de código de vestimenta, o herói Sartana também segue de perto o Coronel Mortimer, exceto que o conjunto do primeiro é um pouco mais elegante em comparação com os personagens mais mundanos de Leone.
Ele é consistente ao longo da série original. Aparece vestido com um terno preto, colete, camisa branca e gravata, além de um longo casaco preto. Aprecia casas de jogos. É cercado por uma aura de mistério, a qual utiliza para enervar os adversários. 
Outros foram oficiosamente chamados de Sartana em determinadas produções para capitalizar o sucesso dos filmes oficiais.

## Filmes oficiais
- Se incontri Sartana prega per la tua morte (1968): interpretado por Gianni Garko e dirigido por Gianfranco Parolini.

- Sono Sartana, il vostro becchino (1969): interpretado por Gianni Garko e dirigido por Giuliano Carnimeo.

- Buon funerale, amigos!... paga Sartana (1970): interpretado por Gianni Garko e dirigido por Giuliano Carnimeo.

- C'è Sartana... vendi la pistola e comprati la bara (1970): interpretado por George Hilton e dirigido por Giuliano Carnimeo.

- Una nuvola di polvere... un grido di morte... arriva Sartana (1970): interpretado por Gianni Garko e dirigido por Giuliano Carnimeo.

## Produções não oficiais
Assim como outros personagens, tais quais Django, Trinity, Sabata e Ringo, Sartana inspirou inúmeros outros filmes que tinham a intenção de lucrar com o sucesso e a sua popularidade. Em muitos casos, o Sartana tinha pouca semelhança com Garko ou Hilton em suas interpretações originais. Em outros casos, o nome "Sartana" foi usado no título, pelo menos em algumas versões, ainda que não houvesse sua presença no próprio. Em outros, Sartana se uniu ou enfrentou personagens chamados Trinity ou Django. Tal prática era comum no cinema comercial italiano, não só no Western spaghetti.
Os outros filmes os quais contêm "Sartana" em seu título são:
- Sartana no perdone (1969) – interpretado pelo espanhol George Martin e dirigido por Alfonso Balcazar.

- Passa Sartana... è l'ombra della tua morte (1969) – interpretado por Jeff Cameron e dirigido por Demofilo Fidani.

- ...e vennero in quattro per uccidere Sartana! (1969) – interpretado por Jeff Cameron e dirigido por Demofilo Fidani.

- Quel maledetto giorno d'inverno... Django e Sartana all'ultimo sangue (1970) – interpretado por Fabio Testi e dirigido por Demofilo Fidani.

- Sartana nella valle degli avvoltoi (1970) – interpretado por William Berger e dirigido por Roberto Mauri.

- Arrivano Django e Sartana... è la fine (1970) – interpretado por Hunt Powers e dirigido por Demofilo Fidani.

- Un par de asesinos (Sartana Kills Them All) (1971) – interpretado por Gianni Garko e dirigido por Rafael Romero Marchent.

- Django sfida Sartana (1971) – interpretado por George Ardisson e dirigido por Pasquale Squitieri.

- Vamos a matar Sartana (1971) - "Sartana" não aparece no filme, cujo diretor é Mario Pinzauti.

- Trinita e Sartana figli di... (1972) – interpretado por Robert Widmark e dirigido por Mario Siciliano.

- Alleluja e Sartana figli di... Dio (1972) – interpretado por Robert Widmark e dirigido por Mario Siciliano.

## Histórias em quadrinhos
Na Itália o personagem teve uma transposição para quadrinhos, escrito por Giorgio Pedrazzi, desenhado por Mario Pedrazzi, Domenico Mirabella e Studiosette, e publicado por várias editoras de 1971 a 1974.